# Hein ter Poorten
Hein ter Poorten, nizozemski general, * 1887, † 1968.